# Zubtsov

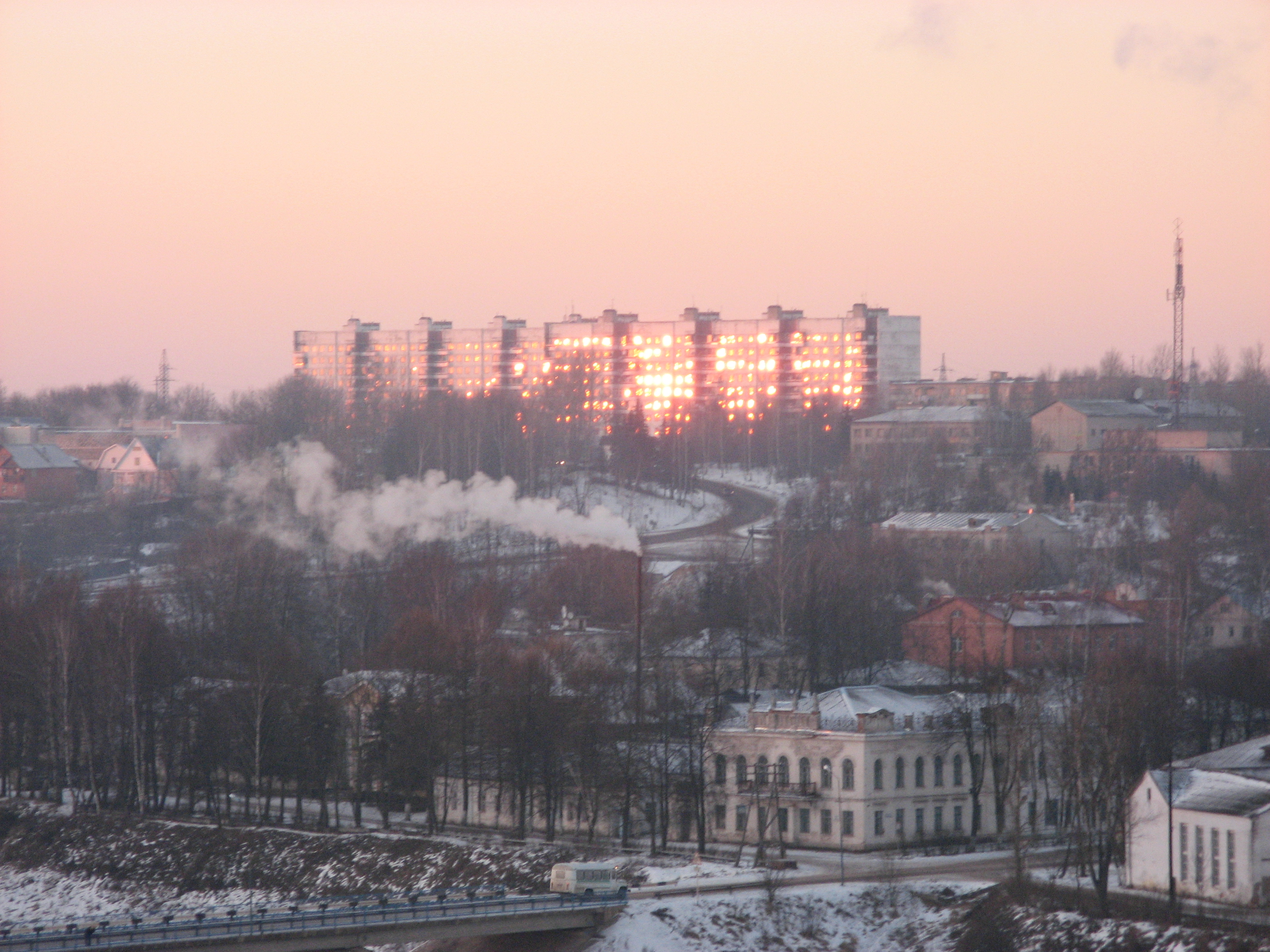
Vy över Zubtsov

Zubtsov (ryska: Зубцо́в) är en stad i Tver oblast i Ryssland. Folkmängden uppgick till 6 456 invånare i början av 2015.